# Erzbistum Ende

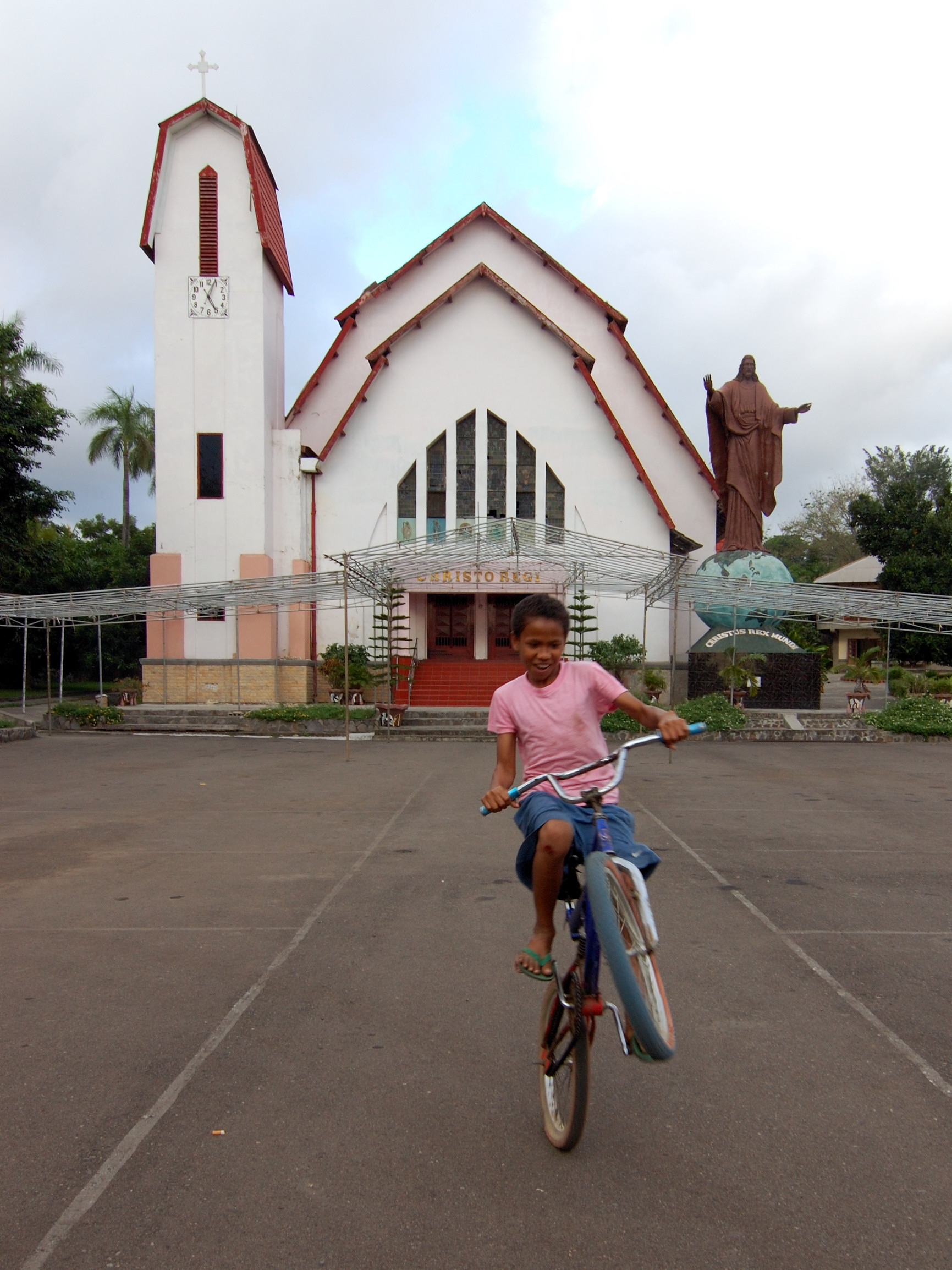
Kathedrale in Ende

Das Erzbistum Ende (lateinisch Archidioecesis Endehena) ist eine in Indonesien gelegene römisch-katholische Erzdiözese mit Sitz in Ende.
Es umfasst die Regierungsbezirke Ende, Nagada und Sikka auf der Insel Flores.

## Geschichte
Das Erzbistum Ende wurde am 16. September 1913 durch Papst Pius X. aus Gebietsabtretungen des Apostolischen Vikariates Batavia als Apostolische Präfektur Kleine Sundainseln errichtet. Die Apostolische Präfektur Kleine Sundainseln wurde am 12. März 1922 durch Papst Pius XI. zum Apostolischen Vikariat erhoben. Das Apostolische Vikariat Kleine Sundainseln gab am 25. Mai 1936 Teile seines Territoriums zur Gründung des Apostolischen Vikariates Niederländisch-Timor ab. Eine weitere Gebietsabtretung erfolgte am 10. Juli 1950 zur Gründung der Apostolischen Präfektur Denpasar. Am 8. März 1951 gab das Apostolische Vikariat Kleine Sundainseln Teile seines Territoriums zur Gründung der Apostolischen Vikariate Larantuka und Ruteng ab. Gleichzeitig wurde das Apostolische Vikariat Kleine Sundainseln in Apostolisches Vikariat Endeh umbenannt. Das Apostolische Vikariat Endeh gab am 20. Oktober 1959 Teile seines Territoriums zur Gründung der Apostolischen Präfektur Weetebula ab.
Am 3. Januar 1961 wurde das Apostolische Vikariat Endeh durch Papst Johannes XXIII. mit der Apostolischen Konstitution Quod Christus zum Erzbistum erhoben. Das Erzbistum Endeh wurde am 14. Mai 1974 in Erzbistum Ende umbenannt. Am 14. Dezember 2005 gab das Erzbistum Ende Teile seines Territoriums zur Gründung des Bistums Maumere ab.

## Ordinarien

### Apostolische Präfekten der Kleinen Sundainseln
1. Petrus Noyen SVD, 1913–1921

### Apostolische Vikare der Kleinen Sundainseln / von Endeh
1. Arnold Verstraelen SVD, 1922–1932
2. Heinrich Leven SVD, 1933–1950
3. Antonius Hubert Thijssen SVD, 1951–1961, dann Bischof von Larantuka

### Erzbischöfe von Endeh / Ende
1. Gabriel Wilhelmus Manek SVD, 1961–1968
2. Donatus Djagom SVD, 1968–1996
3. Longinus da Cunha, 1996–2006
4. Vincentius Sensi Potokota, 2007–2023
5. Paulus Budi Kleden SVD, seit 2024